# Metro Brüssel

Liniennetzplan der Metro Brüssel

Logo der Metro Brüssel

Die Metro Brüssel (französisch Métro de Bruxelles, niederländisch Brusselse Metro) bildet zusammen mit der Straßenbahn das Rückgrat des schienengebundenen öffentlichen Personennahverkehrs in der Region Brüssel-Hauptstadt, die neben dem Stadtgebiet Brüssels 18 weitere selbstständige Gemeinden umfasst, die ein zusammenhängendes städtisches Siedlungsgebiet bilden. Die U-Bahn entwickelte sich schrittweise aus dem Straßenbahnnetz durch Verlegen von Straßenbahnstrecken in Tunnel, welche dann stufenweise auf U-Bahn-Betrieb umgestellt wurden. Die erste U-Bahn-Strecke wurde 1976 eröffnet. Betreiber des Systems mit derzeit vier Linien ist die Société des Transports Intercommunaux de Bruxelles/Maatschappij voor het Intercommunaal Vervoer te Brussel, kurz STIB/MIVB.

## Liniennetz

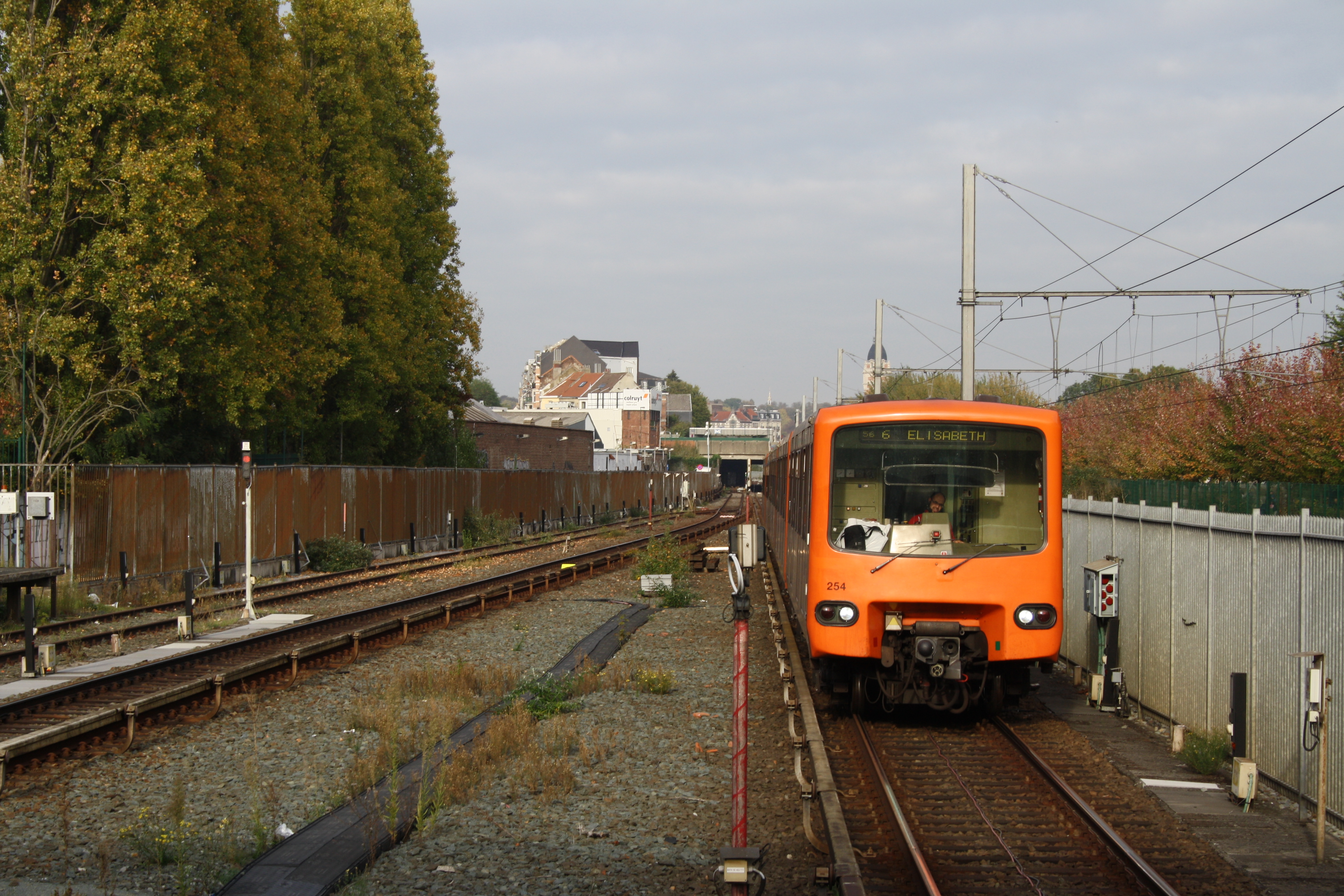
Von Norden in die Station Belgica einfahrender Zug der Linie 6, die im Linksverkehr betrieben wird

Das Brüsseler Metrosystem hat auf einer Länge von 38 Kilometern 59 Stationen und wird regulär zwischen 5 Uhr und 1 Uhr des Folgetages betrieben. Es umfasst vier U-Bahn-Linien, wobei je zwei Linien längere Streckenabschnitte gemeinsam nutzen. Der durchschnittliche Stationsabstand beträgt 650 m, oft wurde bei der Umstellung vom Straßenbahn- zum U-Bahn-Betrieb die Lage der Haltestellen beibehalten. Die Züge der einzelnen Linien fahren zur Spitzenzeit in 5- bis 6-Minuten-Intervallen, durch die Linienüberlagerungen ergeben sich auf vielen Streckenabschnitten 2½- bis 3-Minuten-Intervalle.
Die Linien 1 und 5 verkehren zusammen auf der in Ost-West-Richtung führenden Strecke durch die Innenstadt vom Westbahnhof bis Merode. Am östlichen Ende dieser Strecke teilt sie sich in zwei Äste auf, die jeweils von einer der beiden Linien befahren wird. Die Linien 2 und 6 verkehren auf dem „Kleinen Ring“ (Petite Ceinture bzw. Kleine Ring). Ergänzt wird das Netz durch unterirdische Straßenbahnstrecken (Premetro), wobei die von den Tramlinien 3 und 4 befahrene Nord-Süd-Strecke durch die Innenstadt die wichtigste ist.

### Linienübersicht
Stand: 25. April 2020
| Linie | Farbe  | Strecke | Länge   | Fahrzeit | Stationen |
| ----- | ------ | --- | ------- | -------- | --------- |
| 1     | Lila   | Gare de l’Ouest/Weststation – Beekkant – De Brouckère – Gare Centrale/Centraal Station – Arts-Loi/Kunst-Wet – Schuman – Merode – Montgomery – Tomberg – Alma – Stockel/Stokkel                                             | 12,5 km | 26 min   | 21        |
| 2     | Orange | Simonis – Beekkant – Gare de l’Ouest/Weststation – Gare du Midi/Zuidstation – Louise/Louiza – Arts-Loi/Kunst-Wet – Rogier – Elisabeth                                                                                      | 10,3 km | 20 min   | 19        |
| 5     | Gelb   | Erasme/Erasmus – CERIA/COOVI – Bizet – Saint-Guidon/Sint-Guido – Gare de l’Ouest/Weststation – Beekkant – De Brouckère – Gare Centrale/Centraal Station – Arts-Loi/Kunst-Wet – Schuman – Merode – Delta – Herrmann-Debroux | 17,3 km | 36 min   | 28        |
| 6     | Blau   | Roi Baudouin/Koning Boudewijn – Heysel/Heizel – Bockstael – Simonis – Beekkant – Gare de l’Ouest/Weststation – Gare du Midi/Zuidstation – Louise/Louiza – Arts-Loi/Kunst-Wet – Rogier – Elisabeth                          | 15,5 km | 30 min   | 26        |

Hinweis: die Stationen Simonis und Elisabeth bilden einen gemeinsamen Stationskomplex mit Umsteigemöglichkeit untereinander und zum S-Bahnhof Simonis. Bis zum 5. November 2013 hießen beide Bahnhofsteile „Simonis“, wurden wegen der verwirrenden Beschilderung für die Ringlinie jedoch umbenannt.

### Stationen
Von den 59 Metrostationen befindet sich ein Großteil unter dem Straßenniveau. Ein Teil davon trägt auf Grund der Zweisprachigkeit in der Stadt einen französischen und einen flämischen (niederländischen) Namen. Je nach der Erststellung lässt sich herauslesen, ob sich eine Haltestelle in einem überwiegend französisch- oder flämischsprachigen Gebiet befindet. Dies gilt naturgemäß nicht für Stationen, die nach Personen benannt sind (Ausnahme: Roi Baudouin / Koning Boudewijn, nach König Baudouin). Die Zusätze geographischer Namen wie rue/straat, place/plein (Straße, Platz) usw. entfallen in den Stationsbezeichnungen, wie es in vielen U-Bahn-Netzen in französischsprachigen Gebieten der Fall ist. Vier U-Bahnhöfe sind Umsteigebahnhöfe innerhalb des Metrosystems, an zehn Stationen gibt es Übergänge zu Eisenbahnstrecken der NMBS/SNCB inklusive vieler Linien des S-Zug-Netzes Brüssel. Daneben gibt es zahlreiche Umsteigebeziehungen zur Straßenbahn inklusive den unterirdischen Straßenbahnlinien der Premetro sowie dem Linienbusverkehr.

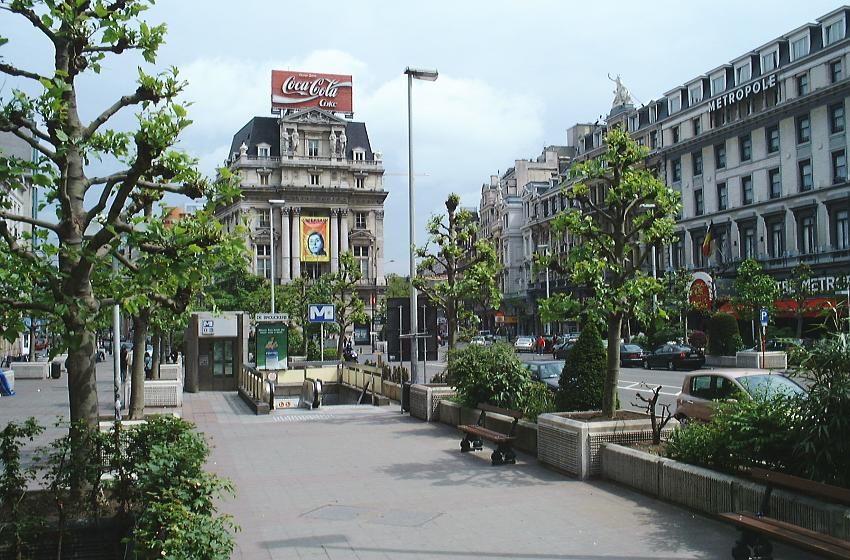
Zugang zur Station De Brouckère mit blauem Erkennungsschild

Es gibt im Netz sowohl Seitenbahnsteige als auch Mittelbahnsteige, die Bahnsteiglänge beträgt stets 120 m. Die Bahnhöfe der Linie 2 Gare du Midi / Zuidstation und Rogier verfügen über Seiten- und Mittelbahnsteige am selben Gleis, sodass an beiden Türseiten nach der Spanischen Lösung ein- und ausgestiegen werden kann. Am Haltepunkt Gare du Midi / Zuidstation sind hierbei die Bahnsteige nach Richtung getrennt, sodass am gleichen Bahnsteig zu den Premetro-Linien der Nord-Süd-Achse umgestiegen werden kann. Sämtliche Stationen sind mit Rolltreppen ausgerüstet, neuere und einfach verbaute Haltestellen verfügen zusätzlich über Aufzüge und sind somit für Behinderte zugänglich. Jedoch ist in nahezu allen Stationen der Wagenboden etwas höher als die Bahnsteigkante. Der kürzeste Stationsabstand beträgt 304 Meter zwischen Hankar und Delta, zwischen Schuman und Merode liegt mit 1.160 Meter der längste Abstand zwischen zwei Stationen.
Die Brüsseler Metro ist dafür bekannt, dass sie in ihren Stationen Werke unterschiedlicher Kunstrichtungen der Gegenwart ausstellt. Repräsentiert werden dabei die Malerei, Bildhauerei, Fotografie sowie Glasmalerei, zudem wurden für die Werke verschiedenste Materialien verwendet. Bekanntestes Kunstwerk im Bereich des Metrosystems ist die im Jahr 1976 entstandene überdimensionale Wandmalerei „Notre Temps“ (deutsch „Unsere Zeit“) von Roger Somville in der Station Hankar der Linie 5, die mit ihren Formen und intensiven Farben den Kampf für eine gerechtere Welt im sozialen wie im wirtschaftlichen Sinne thematisiert.
Die Bedeutung dieser Kunstwerke ist so hoch, dass das Ministerium für Öffentliche Dienste im Jahr 1990 die unabhängige Kunstkommission für das öffentliche Verkehrsnetz CAID/ACVI einsetzte, deren Zuständigkeitsbereich auf die Empfehlung und Genehmigung von künstlerischen Arbeiten für sämtliche Verkehrsmittel des Großraums Brüssel begrenzt ist. Diese Kommission wählt die Kunstwerke so aus, dass sie dem breiten Wertekonsens der Gesellschaft entsprechen.
Im Zuge der Barrierefreiheit werden alle U-Bahn-Stationen sukzessive mit Aufzügen ausgerüstet. Waren es 2006 nur 16 Stationen, sind Anfang 2020 51 von 69 Metro- und Premetrostationen stufenlos erreichbar. Für weitere Stationen befinden sich Aufzüge derzeit in Bau oder Planung. Zusätzlich bietet die STIB/MIVB für Personen, die beim Betreten/Befahren des Zuges per Rollstuhl Hilfe benötigen, täglich von 7 bis 22 Uhr einen kostenlosen Assistenzdienst an.

## Geschichte

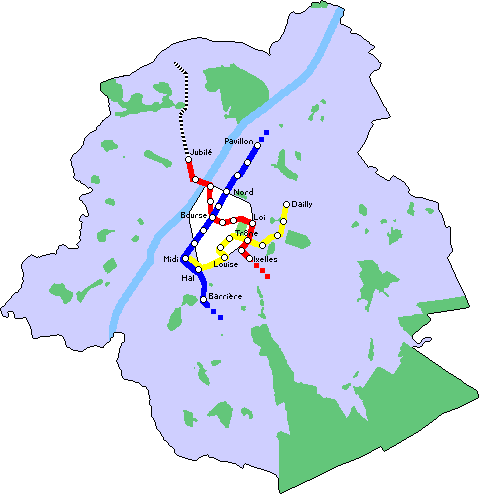
Geplantes Metronetz der Dyle & Bacalan Corporation (1925)

### Frühe Planungen
Bereits 1892 entstanden die ersten Pläne zum Bau einer Metro in Brüssel. Während der ersten Hälfte des 20. Jahrhunderts wurden weitere verschiedene Netze entworfen, die allerdings weder in der Bevölkerung noch in der Stadtverwaltung unterstützt wurden. So stellte beispielsweise 1925 das Flugzeug- und Eisenbahnbauunternehmen Dyle & Bacalan Corporation ein Metroprojekt mit drei Linien an.
Die erste Linie sollte das Stadtzentrum in Nord-Süd-Richtung unterhalb der Boulevards erschließen. Dabei sollte die Infrastruktur genutzt werden, die seit der Umleitung des Flusses Senne ungenutzt blieb. Die originalen Konzeptionen sahen an jeder Endstation mögliche Streckenerweiterungen vor. Die zweite Linie sollte die Gebiete östlich und westlich der Innenstadt miteinander verknüpfen und im Stadtzentrum Umsteigemöglichkeiten zur ersten Linie bieten. Die dritte Linie war in den Planungen lediglich als optional aufgeführt, wogegen die ersten beiden nach den Plänen unmittelbar gebaut werden sollten.

### Bau unterirdischer Straßenbahnstrecken
Nach Ende des Zweiten Weltkriegs kamen Stimmen auf, einige Straßenbahnstrecken in den Untergrund zu verlegen und dadurch dem fortwährend wachsenden Kraftfahrzeugverkehr mehr Platz auf den Straßen zur Verfügung zu stellen. Die Geschwindigkeit der Straßenbahnwagen ging bedingt durch Verkehrsstaus kontinuierlich zurück, so dass beschlossen wurde, wenn möglich die Trassen auf eigenem Gleiskörper und die Linien in der Innenstadt durch Tunnels zu führen. Dazu wurde 1954 die Société des Transports Intercommunaux des Bruxelles / Maatschappij voor het Intercommunaal Vervoer te Brussel (STIB/MIVB) gegründet, die das Straßenbahn-, Omnibus- und das U-Bahn-Netz in Brüssel betreibt.
1957 wurde daraufhin der erste Tunnel in der Nähe des überbelasteten Place de la Constitution / Grondwetplein zwischen dem Gare du Midi / Zuidstation und der heutigen Station Lemonnier eröffnet, der allerdings noch keine unterirdische Station umfasste. Der Tunnel wurde zeitgleich mit anderen Maßnahmen im Zusammenhang mit der in Brüssel stattfindenden Weltausstellung 1958 ausgeführt. Dieser sogenannte „Grondwettunnel / Tunnel de la Constitution“ wird noch immer als Teil der Nord-Süd-Achse des heutigen Straßenbahnnetzes zwischen Gare du Nord / Noordstation und Albert befahren.
1963 stellte die belgische Regierung Arbeitsgruppen auf, um die Verkehrsprobleme der fünf größten Städte Belgiens Brüssel, Antwerpen, Lüttich, Gent und Charleroi anzugehen. Es wurden finanzielle Mittel zur Durchführung von Projekten bewilligt, wobei die Hälfte des Budgets für die Hauptstadt Brüssel, ein Viertel für die flämischen Städte Antwerpen und Gent sowie ein Viertel für die wallonischen Städte Lüttich und Charleroi zur Verfügung standen. Nach einer Studie aus diesem Jahr, die die Entwicklung des öffentlichen Personenverkehrs in der Stadtregion zum Gegenstand nahm, würden die Verkehrsprobleme in Zukunft nicht nur das innerstädtische Gebiet, sondern auch die Außenbezirke betreffen. Die hohen Zahlen erwarteter Fahrgäste führten zum Beschluss des Gemeinderates und der belgischen Regierung, ein konventionelles U-Bahn-System für Brüssel zu entwickeln. Die geplanten Metrolinien sollten die am meisten benutzten Straßenbahnlinien ersetzen. Jedoch reichten die finanziellen Mittel nicht aus, um kurzfristig vollwertige Metrolinien anzulegen. Darüber hinaus hatte die STIB/MIVB noch einige Jahre zuvor neue Straßenbahnwagen angeschafft, um den Besucherstrom zur Weltausstellung Expo 58 zu bewältigen. So wurde beschlossen, Tunnel zu bauen und zunächst von Straßenbahnwagen befahren zu lassen. Diese Tunnelanlagen wurden allerdings so konstruiert, dass es möglich war, sie später für einen vollwertigen Metrobetrieb zu nutzen. Auch sollte mittelfristig möglich sein, die Tunnelstrecken sukzessive zu ergänzen und sie ebenfalls auf den U-Bahn-Betrieb umzustellen. Dieses Konzept trägt die Bezeichnung Premetro; ähnliche Projekte sahen auch zahlreiche Städte in der Bundesrepublik Deutschland vor, wo sie unter dem Namen Stadtbahn firmieren.
Das geplante Liniennetz aus dem Jahr 1963 umfasste eine Ost-West-Linie, die sich östlich und westlich der Innenstadt in jeweils zwei nach Norden und Süden führende Äste aufspaltet, eine Nord-Süd-Linie zwischen den Bahnhöfen Gare du Nord / Noordstation und Gare du Midi / Zuidstation, einen sogenannten „Kleinen Ring“ und einen „Großen Ring“.
1965 begannen die Arbeiten am Schuman-Kreisverkehr für den ersten Premetro-Tunnel, der inzwischen ein Teil des Vollmetronetzes ist. Bereits am 20. Dezember 1969 wurde dieser Tunnel für die Brüsseler Straßenbahn zwischen den Haltestellen Schuman und De Brouckère eröffnet. Heute wird er von den Metrolinien 1 und 5 befahren. Am 20. Dezember 1970 wurde zwischen Madou und Porte de Namur / Naamsepoort der zweite Straßenbahntunnel eröffnet, der am 18. August 1974 am nördlichen Ende um zwei weitere Stationen bis Rogier verlängert wurde. Diese Trasse stellt einen Teil des „Kleinen Ringes“ dar und wird nach weiteren Verlängerungen gegenwärtig durch die Metrolinien 2 und 6 befahren.

### Die U-Bahn-Pläne von 1969
1969, als die erste Premetro-Strecke in Betrieb genommen wurde, erschien ein Plan, der den Bau fünf vollwertiger Metrolinien vorsah, die in der ersten Phase von Straßenbahnwagen genutzt würden und innerhalb von 30 Jahren fertiggestellt sein sollten.

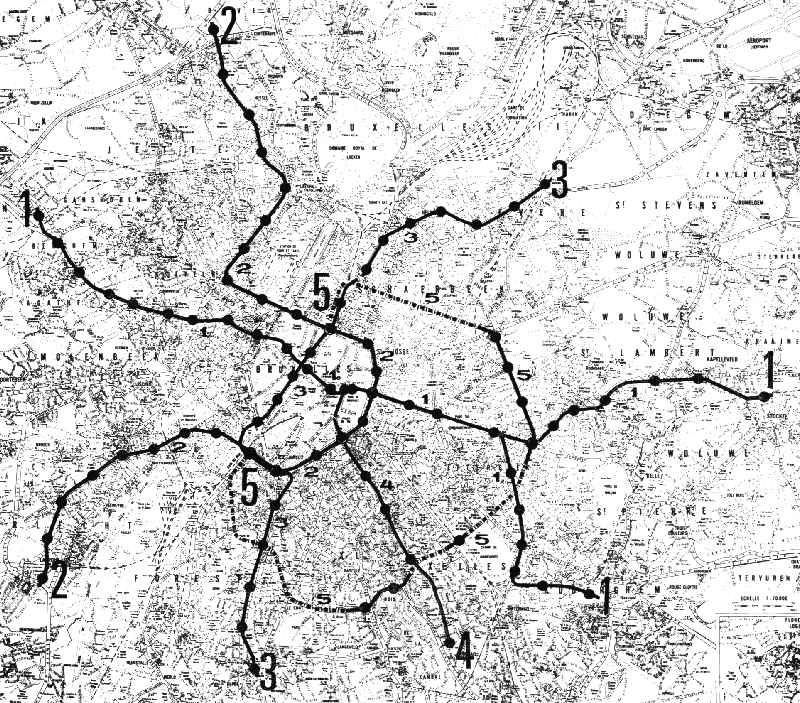
Im Jahr 1969 geplante Metrostrecken

Dabei wurden folgende Trassen vorgestellt:
- Linie 1 sollte eine Ost-West-Linie sein, die sich im Osten in zwei Arme verzweigt. Das westliche Stück der Strecke sollte unterhalb der Chaussée de Gand / Gentsesteenweg bis zur Regionsgrenze in der Nähe der Brüsseler Ringautobahn verlaufen. Das östliche und innerstädtische Teilstück wurden später tatsächlich angelegt, sie werden heute von den Linien 1 und 5 genutzt. In der Station Osseghem/Ossegem befindet sich für diese Linie ein zusätzliches Stockwerk, das allerdings nie benutzt wurde.
- Linie 2 sollte eine halbe Ringlinie um den Osten des Stadtzentrums darstellen, die im Nordwesten nach Heysel/Heizel und im Südwesten nach Anderlecht weitergeführt würde. Die Strecke nach Heysel/Heizel bedient heute die Linie 6, die letzten Stationen der Teilstrecke nach Anderlecht sind Bahnhöfe der heutigen Linie 5. Das geplante Trassenstück zwischen Simonis und Gare du Midi / Zuidstation ist ebenfalls in Betrieb und wird durch die Linien 2 und 6 bedient. Dabei existiert heute mit Hôtel des Monnaies / Munthof eine weitere Station, die es in den damaligen Planungen nicht gab. Die Eröffnung des ersten Teilstücks dieser Linie erfolgt bereits 1970, damals noch als Premetro-Strecke.
- Linie 3 sollte nach den Plänen eine Nord-Süd-Linie durch das Stadtzentrum werden, die im Süden nach Uccle/Ukkel und im Norden über Schaarbeek/Schaerbeek nach Evere führen. Das Trassenstück zwischen Gare du Nord / Noordstation und Albert steht heutzutage im Premetrobetrieb.
- Linie 4 sollte eine kurze Linie mit lediglich sechs Stationen werden, die aus dem Südosten von Ixelles/Elsene auf das Stadtzentrum zukommt. Für diese Linie sind in den Umsteigestationen Parc/Park, Botanique/Kruidtuin und Louise/Louiza Rohbauten von zusätzlichen Bahnsteigen gebaut, die bisher nicht genutzt werden.
- Linie 5 sollte den sogenannten „Großen Ring“ von Gare du Nord / Noordstation nach Gare du Midi / Zuidstation über den Osten der Stadt befahren. Ein kleiner Teil dieser Linie ist tatsächlich realisiert worden und wird zwischen Diamant und Boileau von Straßenbahnwagen bedient. Noch bevor die ersten vollwertigen Metrolinien eingeweiht werden, erschien ein neuer Plan, der eine große Anzahl von Änderungen vorsah.

### Der Premetro-Bau schreitet fort
Bis 1976 entstanden noch zwei weitere längere Tunnelstrecken, die allerdings bis heute noch immer als Straßenbahn-Tunnel (Premetro) in Betrieb sind. Es handelt sich hierbei um Teile des projektierten „Großen Ringes“ im Osten der Stadt, die als Tunnelstrecke mit der einzigen Station Diamant am 2. Mai 1975 eingeweiht wurde und mit dem 30. Januar 1975 eine Verlängerung Richtung Süden bis Boileau erfuhr, sowie um die Nord-Süd-Achse. Diese untertunnelt seit der Verlängerung des bahnhofslosen Tunnel Constitution / Grondwettunnels von Lemonnier bis Rogier das gesamte Innenstadtgebiet.

### Die U-Bahn-Pläne von 1975
Der zweite Plan aus dem Jahr 1975 präsentierte ein noch ehrgeizigeres Netzwerk, wobei die geplanten Linien bis in die Randgemeinden außerhalb der Stadtgrenzen wie z. B. nach Tervuren, Dilbeek, Linkebeek und zum Flughafen verlaufen sollten. Auch in diesem Plan ging man von einem Premetro-Stadium aus; seit Mitte der 1980er Jahre sollten sämtliche Linien auf Metrobetrieb umgestellt werden, sodass sie weiter verlängert werden könnten.
Die Planungen führte die heutige Linie 1 ein, die sich auch im Westen in zwei Ästen aufspaltet. Ergänzend zum Metronetz wurde ein Stadtbahnnetz vorgesehen, um dünner besiedelte Gebiete zu erschließen und Fahrgäste von und zu den Metrostationen zu transportieren. Ein anderer wichtiger Bestandteil des Planes bestand in der Anlegung von P+R-Anlagen am Stadtrand. Die Trassenverläufe außerhalb der Innenstadt wurden lediglich annähernd angegeben, sodass die genauen Strecken später in Übereinstimmung mit der Entwicklung des städtischen Gebiets bestimmt werden konnten.
Um das Jahr 2000 hätte das Netz komplett sein müssen, aber das Gutachten wies auch darauf hin, dass dieser Terminplan von den finanziellen Möglichkeiten stark abhängig ist. Letztendlich wurde das Projekt so nicht umgesetzt.

### Umstellung auf U-Bahn-Betrieb
Die Strecke zwischen Schuman und De Brouckère wurde zum 20. September 1976 von Premetro- auf Metrobetrieb umgestellt. Seitdem hat der Großraum Brüssel eine vollwertige U-Bahn. Die Umstellung umfasste im Wesentlichen die Erhöhung der Bahnsteighöhe über Schienenoberkante von 50 auf 100 cm, die Verlängerung der 30 m langen Bahnsteige auf 120 m, die Entfernung der Oberleitungen der entsprechenden durch Tunnel geführten Strecken und die Anbringung von Stromschienen. Da die Tunnelmaße und Bahnsteiglängen bereits beim Bau der Premetro-Strecken den U-Bahn-Standards entsprachen, hielten sich die Umstellungskosten in Grenzen. Während dieser und folgender Umstellungsarbeiten wurde ein Schienenersatzverkehr mit Bussen angeboten. Dieses erste U-Bahn-Netz Brüssels umfasste die zwei Linien 1A und 1B, die im Y-Netz den Abschnitt zwischen De Brouckère und Merode bedienten. Nach Merode verkehrte die Linie 1A Richtung Südosten nach Beaulieu, die 1B Richtung Nordosten bis Tomberg.
Mit der Einführung der Metro 1976 wurde auch das Logo dafür eingeführt. Auf eine Ausschreibung hin wurde von einer Jury aus den Einsendungen eine Vorauswahl mit fünf Logos ausgewählt, darunter eine mit einem Maulwurf. Anschließend wurden etwa 1200 Bewohner fünf belgischer Städte befragt, da das Zeichen in ganz Belgien für U-Bahnen eingeführt werden sollte. Diesen Entscheid und das Preisgeld von 100.000 belgische Francs gewann Jean-Paul Edmonds-Alt (1928–2014), ein Brüsseler Bildhauer. Das ursprüngliche Logo besaß an der rechten unteren Ecke des „M“ noch einen Pfeil, der nach rechts unten wies, aber später weggelassen wurde, da er zu Verwirrungen führte.

### Netzerweiterungen

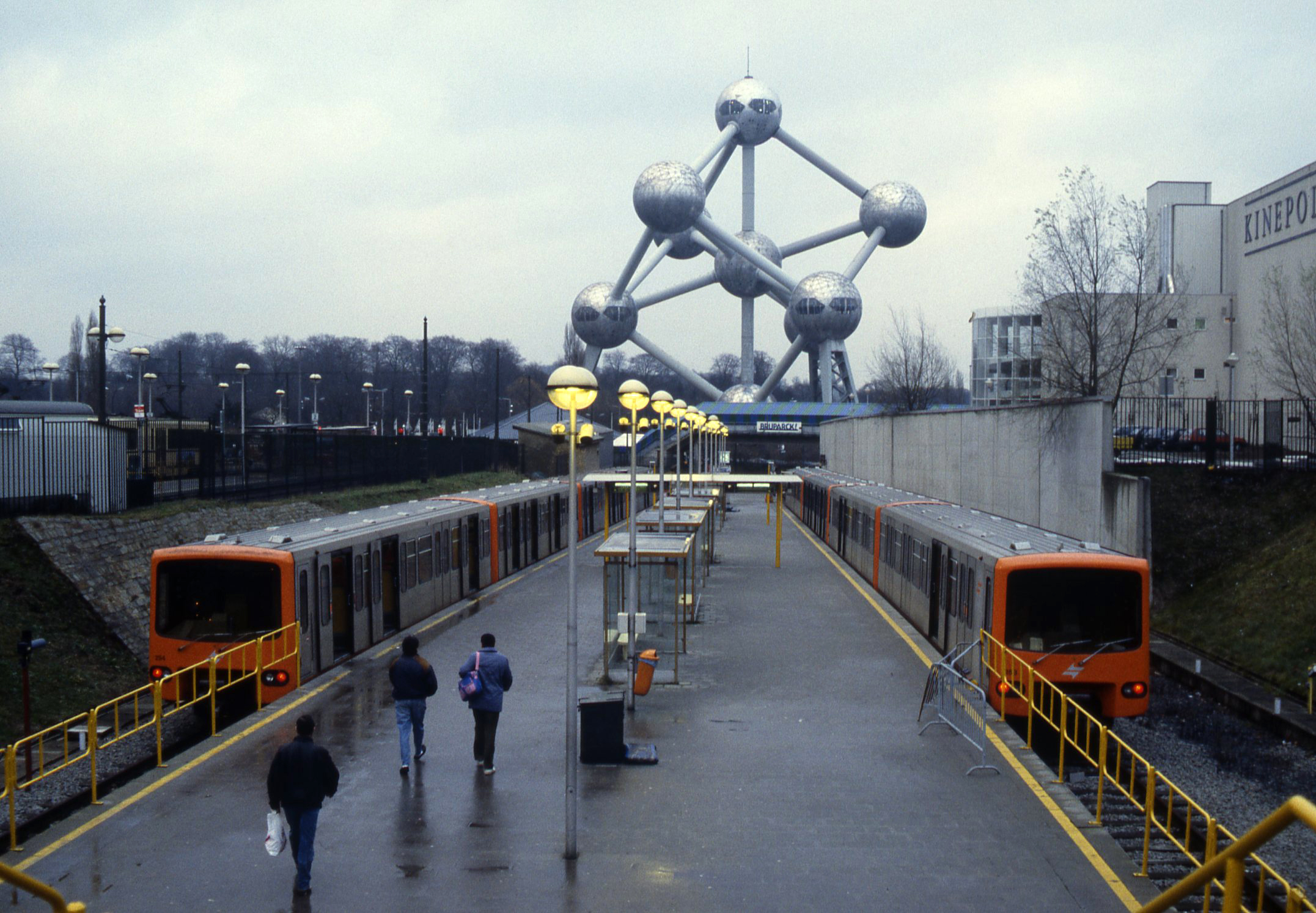
Ehemalige oberirdische Haltestelle Heysel/Heizel

In den darauffolgenden Jahren wurde die U-Bahn stetig verlängert. Dabei wurde auf die Zwischenstufe einer Premetro verzichtet, da diese bei Netzverlängerungen keinen besonderen Nutzen brächte. So erfolgten Verlängerungen auf dem von 1A und 1B gemeinsam bedienten Stamm Richtung Westen 1977 bis Sainte-Catherine/Sint-Katelijne und 1981 bis Beekkant. Weitere Verlängerungen auf den östlichen Ästen erfolgten 1977 und 1982 bis Demey bzw. Alma, bis 1982 mit der Eröffnung der Abschnitte von Beekkant nach Saint-Guidon/Sint-Guido und nach Bockstael auch im Westen der Stammlinie zwei Äste bedient werden. Den nach Norden führenden Ast belegte die 1A, wogegen die 1B auf der von Beekkant nach Süden verlaufende Strecke verkehrte. Dabei mussten Züge der Linie 1A bei der Ausfahrt aus dem Bahnhof Beekkant die Richtung wechseln, um auf den Innenstadtstamm bzw. Nordostast zu wechseln.

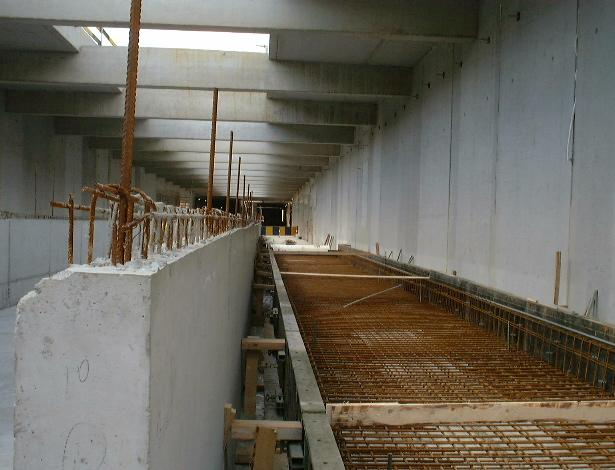
Rohbau des Bahnhofes Delacroix

Weitere Verlängerungen folgten in mehreren Schritten, wobei unter anderem der Bahnhof Bizet bis 1992 zu Teilen unter Wasser auf Grund ungünstiger geologischen Bedingungen errichtet wurde. Die letzte Verlängerung auf der 1A erfolgte 1998, als der ursprünglich als Amandelbomen geplante Bahnhof Roi Baudouin/Koning Boudewijn eingeweiht und gleichzeitig die bisherige Endstation Heysel/Heizel in den Untergrund verlegt wurde und das vorläufige Bahnhofsgebäude dieser Station erweitert wurde, um Kapazitätsengpässe bei Großveranstaltungen zu verhindern. 2003 wurde zum letzten Mal die Linie 1B erweitert, nach Erasme/Erasmus.
Unterdessen verblieb der zweite Tunnel zwischen Madou und Porte de Namur zunächst als Premetro-Strecke. Die 7½ km lange Strecke wurde erst 1988 auf U-Bahn-Betrieb angepasst und als Linie 2 geführt, die das Brüsseler Stadtzentrum Pentagone in einem später zu vollendenden Ring umfahren sollte. Diese U-Bahn-Linie wurde mehrmals verlängert. Beim Bau der Verlängerung des Premetro-Tunnels bis 1988 in beide Richtungen bis Gare du Midi / Zuidstation und bis zum heutigen Endpunkt Elisabeth (damals Simonis) stieß man unter anderem zwischen Hôtel des Monnaies / Munthof und Porte de Hal / Hallepoort in mehr als zehn Metern Tiefe auf Mauerwerk aus dem 18. Jahrhundert mit drei bis vier Metern Dicke. Mit Einweihung der Netzerweiterung begannen bereits die Arbeiten der Weiterführung der Linie mit einer Station bis Clemenceau in Anderlecht, dessen Schwierigkeit darin lag, auf rund 70 Metern ein Fabrikgebäude unter Zuhilfenahme von stützenden Unterzügen zu unterfahren. 2006 erfolgte die Verlängerung bis Delacroix, am 4. April 2009 wurde das letzte Teilstück bis zum Westbahnhof eröffnet.

#### Situation inBeekkantbis April 2009

Situation in Beekkant bis April 2009

Aufgrund der Führung der ehemaligen Linie 1A, deren Züge bis April 2009 in der Station Beekkant die Fahrtrichtung wechselten (siehe Animation im Bild rechts), wird der Bereich der Linien 2 und 6 zwischen den U-Bahnhöfen Gare du Midi / Zuidstation und Roi Baudoin / Koning Boudewijn bzw. Simonis (Leopold II) im Linksverkehr betrieben. Deshalb wurde beim Bau der Linie 2, um sie entsprechend in die Trasse der Linie 1A (heutige Linie 6) einführen zu können, zwischen den Stationen Gare du Midi / Zuidstation und Clemenceau ein unterirdisches Überwerfungsbauwerk angelegt, das die Züge auf das jeweils linke Gleis führt.

### Umstrukturierung des Metronetzes
Nach diesem Ringschluss wurde das Brüsseler Metronetz umstrukturiert. Die Linie 2 befährt nun den Ring von Simonis bis Elisabeth, ein durchgehender Ringverkehr ist allerdings nicht möglich, da sich die verschiedenen Gleise der Station Simonis/Elisabeth auf unterschiedlichen Stockwerken kreuzen. Die Linie 6 befährt ebenfalls den Ring und dann weiter nach Roi Baudouin / Koning Boudewijn. Die ehemalige Linie 1A (nun 5) übernahm die Route Beekkant – Erasmus von der ehemaligen Linie 1B (nun 1). Die neue Linie 1 endet nun am Westbahnhof. Dadurch gehört nun der zeitraubende Richtungswechsel der Züge der Linie 1A in der Station Beekkant der Vergangenheit an.

### Eröffnungsdaten

Eröffnungsanimation

Die folgende Tabelle enthält in chronologischer Reihenfolge die Eröffnungsdaten der einzelnen Streckenabschnitte. Zusätzlich sind alle Premetro-Abschnitte aufgeführt; jene, die später auf Metrobetrieb umgerüstet wurden, sind demnach doppelt aufgeführt. Wo bei Linie heute keine Linie angeführt sind, handelt es sich heute noch um einen Premetro-Betrieb mit Straßenbahnwagen.
| Datum         | Linien        | Linien | Strecke                                                                        |
| Datum         | bei Eröffnung | heute  | Strecke                                                                        |
| ------------- | ------------- | ------ | ------------------------------------------------------------------------------ |
| 17. Dez. 1969 | Premetro      | 1, 5   | De Brouckère – Schuman                                                         |
| 20. Dez. 1970 | Premetro      | 2, 6   | Madou – Porte de Namur/Naamsepoort                                             |
| 2. Mai 1972   | Premetro      | –      | Diamant                                                                        |
| 18. Aug. 1974 | Premetro      | 2, 6   | Madou – Rogier                                                                 |
| 30. Jan. 1975 | Premetro      | –      | Diamant – Beaulieu                                                             |
| 20. Sep. 1976 | 1A, 1B        | 1, 5   | De Brouckère – Merode                                                          |
| 20. Sep. 1976 | 1A            | 5      | Merode – Beaulieu                                                              |
| 20. Sep. 1976 | 1B            | 1      | Merode – Tomberg                                                               |
| 4. Okt. 1976  | Premetro      | –      | Lemonnier – Gare du Nord/Noordstation                                          |
| 13. Apr. 1977 | 1A, 1B        | 1, 5   | De Brouckère – Sainte-Catherine/Sint-Katelijne                                 |
| 17. Juni 1977 | 1A            | 5      | Beaulieu – Demey                                                               |
| 8. Mai 1981   | 1A, 1B        | 1, 5   | Sainte-Catherine/Sint-Katelijne – Beekkant                                     |
| 7. Mai 1982   | 1B            | 1      | Tomberg – Alma                                                                 |
| 6. Okt. 1982  | 1A            | 2, 6   | Beekkant – Bockstael                                                           |
| 6. Okt. 1982  | 1B            | 1, 5   | Beekkant – Saint-Guidon/Sint-Guido                                             |
| 23. März 1985 | 1A            | 5      | Demey – Herrmann-Debroux                                                       |
| 10. Mai 1985  | 1A            | 2, 6   | Bockstael – Heysel/Heizel                                                      |
| 5. Juli 1985  | 1B            | 5      | Saint-Guidon/Sint-Guido – Veeweide/Veeweyde                                    |
| 19. Aug. 1985 | Premetro      | 2, 6   | Porte de Namur/Naamsepoort – Louise/Louiza                                     |
| 23. Juni 1986 | Premetro      | 2, 6   | Simonis                                                                        |
| 31. Aug. 1988 | 1B            | 1      | Alma – Stockel/Stokkel                                                         |
| 2. Okt. 1988  | 2             | 2, 6   | Elisabeth – Gare du Midi/Zuidstation                                           |
| 10. Jan. 1992 | 1B            | 5      | Veeweyde/Veeweide – Bizet                                                      |
| 18. Juni 1993 | 2             | 2, 6   | Gare du Midi/Zuidstation – Clemenceau                                          |
| 3. Dez. 1993  | Premetro      | –      | Gare du Midi/Zuidstation – Albert                                              |
| 25. Aug. 1998 | 1A            | 6      | Heysel/Heizel – Roi Baudouin/Koning Boudewijn                                  |
| 15. Sep. 2003 | 1B            | 5      | Bizet – Erasme/Erasmus                                                         |
| 4. Sep. 2006  | 2             | 2, 6   | Clemenceau – Delacroix                                                         |
| 4. Apr. 2009  | 2, 6          | 2, 6   | Delacroix – Gare de l’Ouest/Weststation zusätzlich Umstellung des Liniennetzes |

### Zwischenfälle

#### Terroranschläge am 22. März 2016
Bei den Terroranschlägen am 22. März 2016 ereigneten sich zwei Explosionen am Flughafen Brüssel-Zaventem und eine weitere Detonation in einem in der Metrostation Maelbeek/Maalbeek (Linien 1 und 5) anfahrenden Zug. Insgesamt kamen bei diesem Anschlag 32 Menschen ums Leben, die meisten davon in der U-Bahn. Die Station war mehrere Wochen lang geschlossen.

## Planungen

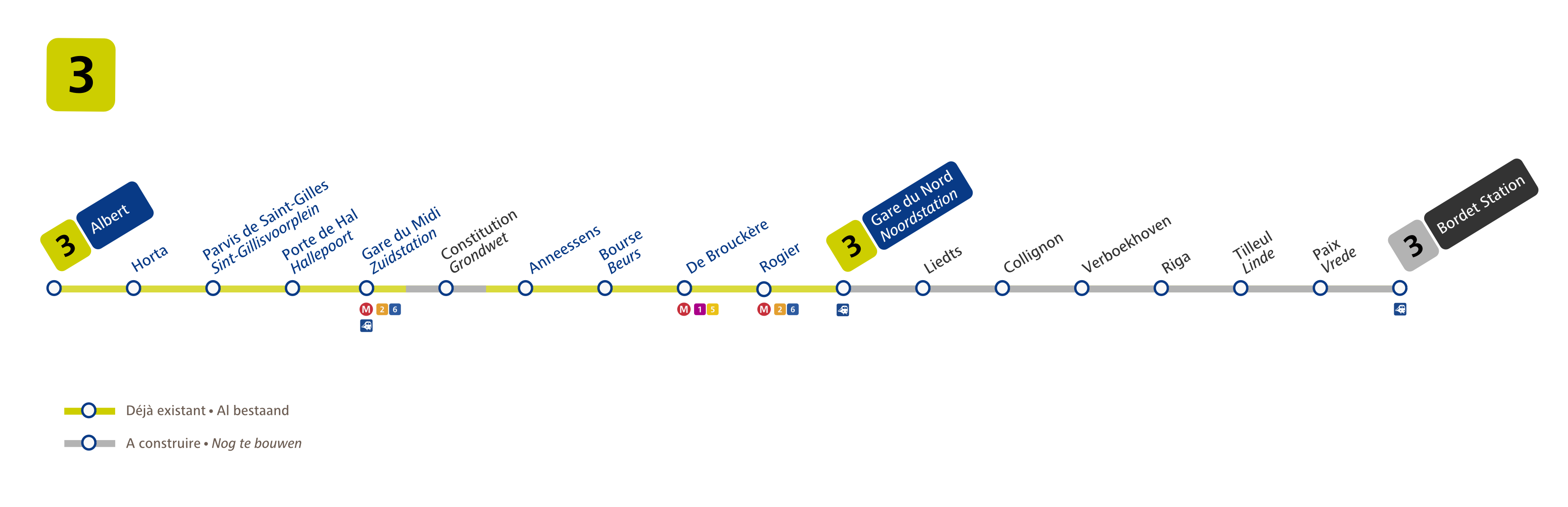
Streckenplan der geplanten Metrolinie 3; die grau gezeichneten Teile müssen neu gebaut werden, die anderen Teile bestehen bereits im Premetro-Betrieb

Von den zahlreichen Projekten, die diskutiert werden, befindet sich nur die Metrolinie 3, „Metro Nord“, im fortgeschrittenen Planungsstadium. Nach Projektierung von drei Linienvarianten wurde 2014 die Entscheidung für einen neuen Tunnel ab dem Nordbahnhof mit den Halten Liedts, Colignon, Verboekhoven, Riga, Tilleul/Linde und Paix/Vrede bis zum Bahnhof Bordet getroffen. Zusätzlich wird zwischen dem Nordbahnhof und Albert die bisherige Premetro-Strecke umgebaut, wobei zwischen Anneessens und dem Südbahnhof ein neuer Tunnel mit einem Bahnhof Toots Thielemans (ursprünglich geplant als Constitution/Grondwet) errichtet wird, da der heutige Straßenbahntunnel in diesem südlichen Abschnitt bestehen bleiben soll. Ebenso wird die Station Albert umgebaut, sodass sie als Endbahnhof der Metro 3 und der Straßenbahnlinien 4, 7 (beide von Süden kommend) und 51 (von Norden kommend) dienen kann. Die Metro ersetzt die Straßenbahnlinie 55 (Rogier – Da Vinci), die dann eingestellt wird; die Straßenbahnlinien, die heute noch durch den Nord-Süd-Tunnel fahren (seit Herbst 2024 Linie 4 und 10),  werden gekürzt und enden nördlich bzw. südlich. 
Die MIVB/STIB erhofft sich bis 2018 alle Genehmigungen eingeholt zu haben und geht von einer Bauphase von vier Jahren aus. 2019 bestätigte die neue Regierung der Region Brüssel das Projekt, wobei die Eröffnung des Abschnitts Albert – Nordbahnhof (also der bestehende Premetro-Abschnitt) mittlerweile für 2024 erwartet, die Verlängerung nach Bordet dann im Jahr 2030.

## Fahrzeuge
Seit der ersten Umstellung von Premetro-Strecken auf U-Bahn-Betrieb 1976 sind die vier verschiedenen Fahrzeugserien M90, M70, M32 und Bombardier/Alstom in Einsatz gekommen, die allesamt noch in Betrieb stehen. Die Züge befahren ein Gleisnetz mit Normalspur (1435 mm Spurweite) und werden mittels einer an der Unterseite bestrichenen Stromschiene mit Gleichstrom mit einer Spannung von 900 Volt versorgt. Eine fünfte Fahrzeugreihe ist derzeit in Bau.

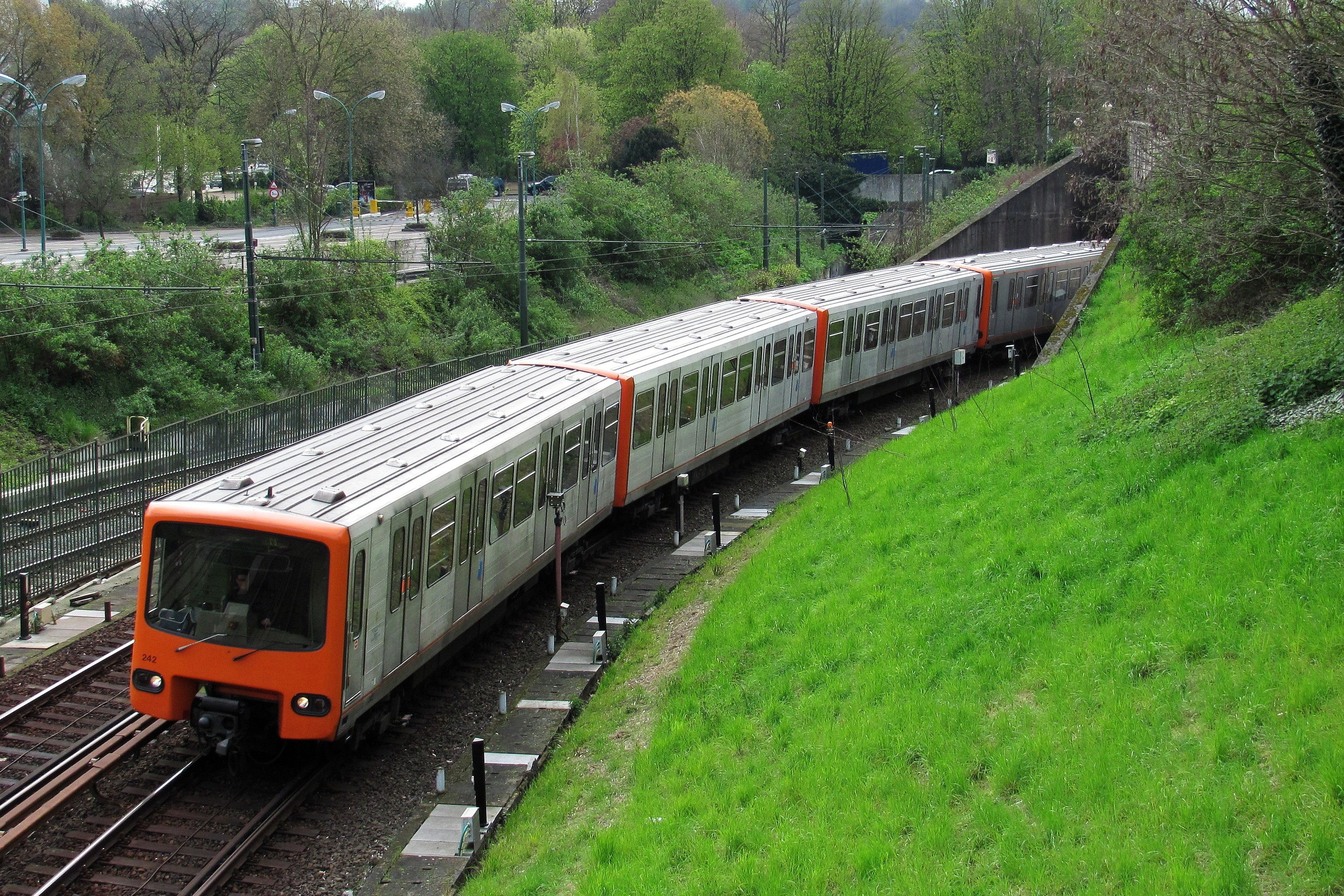
Ein U5-Zug erreicht die Station Heizel/Heysel

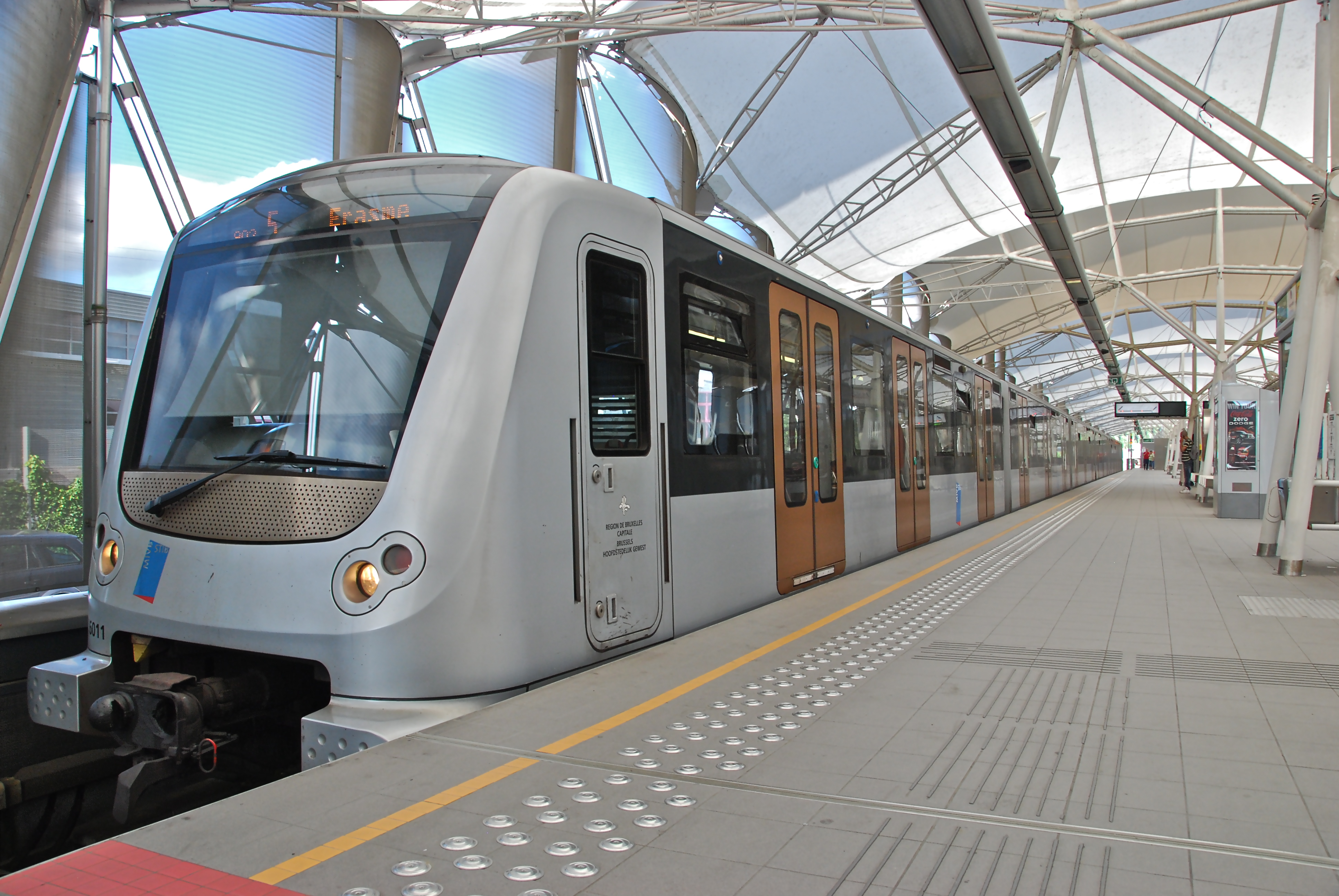
M6 „BOA“ in der Station Erasme

Der Wagenpark bestand mit der Serie M90 ursprünglich im Jahr 1976 aus 90 Fahrzeugen mit einer Länge von je 18 Metern. Davon wurden 60 Wagen von La Brugeoise et Nivelles (BN) und ACEC sowie 30 Wagen von CFC und ACEC ausgeliefert. Diese Fahrzeuge haben einen Führerstand, sodass diese Fahrzeuge als Doppeltriebwagen unter der Typenbezeichnung U2 zusammengekuppelt fahren. Jeder einzelne dieser Fahrzeuge hat auf beiden Seiten je vier Türen. Zwischen den Wagen befindet sich lediglich ein mit Fenstern ausgestatteter Betriebsdurchgang, um einen Durchblick durch den Zug zu ermöglichen. Zur Netzerweiterung im Jahr 1980 kamen unter der Bezeichnung der Serie M70 noch weitere 70 von BN/ACEC gefertigte Wagen hinzu, so dass der Wagenpark damals insgesamt 160 Wagen bzw. 80 Doppeltriebwagen umfasste.
Mit Zunahme der Fahrgastzahlen, die in besonderem Maße mit der Eröffnung der Linie 2 im Jahr 1988 einherging, stieß der Fahrzeugpark an seine Kapazitätsgrenzen. Es stellte sich erneut die Notwendigkeit, die Anzahl der Fahrzeuge zu erhöhen. So ging 1989 die Bestellung von 32 motorisierten Zwischenwagen ohne Führerstand bei BN/ACEC ein, die Auslieferung dieser Wagen der Serie M32 erfolgte bis 1993. Mit Hilfe dieser Zwischenwagen konnten durch Zusammenstellung mit einem Doppeltriebwagen nun Drei-Wagen-Formationen, U3 genannt, gebildet werden. 1999 wurden anschließend noch einmal zehn Zwei-Wagen-Einheiten und zwölf Drei-Wagen-Formationen der Serie Bombardier/Alstom geliefert, wodurch insgesamt 102 Zuggarnituren einsetzbar waren. Zwei Doppeltriebwagen können dabei zur Vier-Wagen-Garnitur U4 gekuppelt werden bzw. jeweils eine Zwei-Wagen- und Drei-Wagen-Einheit einen Fünf-Wagen-Zug mit der Bezeichnung U5 bilden, der mit 90 Metern die Maximallänge erreicht hat, die die Bahnsteiglängen zulassen.
Die meisten Züge sind mit einer automatischen audiovisuellen Bahnhofsansage ausgestattet. In der Mitte der Fahrzeuge befinden sich elektronische Anzeigen, auf denen die nächste Station angekündigt wird, eine Frauenstimme gibt den Namen und mögliche Umsteigemöglichkeiten an.
Im Februar 2004 wurden 15 neue Fahrzeuge bei dem spanischen Unternehmen Construcciones y Auxiliar de Ferrocarriles (CAF) bestellt, die zwischen Juni 2006 und Januar 2008 ausgeliefert werden sollten. Die Sechs-Wagen-Züge sind mit 94 m vier Meter länger als eine Fünf-Wagen-Garnitur U5 und sind durchgängig über die gesamte Fahrzeuglänge begehbar. Hierdurch haben die Fahrgäste eine höhere Bewegungsfreiheit und gehen keine Passagierkapazitäten durch den Raum zwischen den Zügen verloren. Die Höchstgeschwindigkeit dieses unter der Typennummer B2, M6 oder dem Namen BOA geführten Zuges beträgt 80 Kilometer pro Stunde. Die an jeder Seite mit 18 Türen ausgestatteten Züge können 774 Fahrgäste befördern, bedeutend mehr als die Kapazität der U5-Formationen von 695 Passagieren. Durch eine Optionseinlösung stieg die Anzahl um sechs Fahrzeuge auf 21 U-Bahn-Züge.
Die Züge des Typs M7 stellen eine Weiterentwicklung der BOA-Züge dar. Seit 2020 liefert CAF 43 Züge mit verändertem Design aus. Die 94 Meter langen und 2,7 Meter breiten Sechswagenzüge können zwischen 742 und 758 Passagiere befördern und sind unter anderem für den Einsatz auf der neuen Linie 3 vorgesehen und daher für einen fahrerlosen Betrieb vorbereitet. Der Einsatz im Fahrgastbetrieb begann im Juli 2021 auf der Linie 1. Mit der Vergrößerung des Wagenparks können dichtere Takte gefahren werden.

## Betriebsanlagen

### Betriebsleitstelle
Die zentrale Betriebsleitstelle des Metronetzes befindet sich an der Station Parc/Park. Diese kontrolliert unter anderem die weitgehend automatische Betriebsführung mit Signalschaltungen, Weichenstellungen etc. über einen Zentralrechner, die Energieversorgung der Stromschienen durch die zahlreichen Gleichrichterwerke, die Situation in den Bahnhöfen per Kamera, und greift bei Störungen dispositiv in den Betrieb ein. Das Sicherheitskonzept umfasst Sicherungssysteme wie automatische Zugsteuerung und ein Selbstblocksystem mit Lichtsignalanlagen. Die Steuerung der Züge beim Abfahren, Beschleunigen und Abbremsen ist rechnergestützt, wobei die Züge bei der Einfahrt in eine Station registriert und die Daten an den Zentralrechner übermittelt werden. Der Zentralrechner steuert auf diese Weise die mit ihm verbundenen Zielanzeigen in den Stationen und übermittelt die automatischen Stationsansagen. Die Leitstelle kann den Zugführer per Zugbahnfunk kontaktieren, auch können Informationen seitens des Zugführers oder der Betriebsleitstelle an die Fahrgäste über ein Mikrofon in den Fahrzeugen übermittelt werden.

### Betriebshof und Werkstätte
Der Betriebshof Delta mit angegliederter Werkstatt liegt zwischen den Stationen Delta und Beaulieu der Linie 5. Die Reparatur- und Wartungsarbeiten an den Zügen finden in der zweigeschossigen, 15.700 m² großen Werkstatt statt. Die Stromschienen enden kurz vor der Werkstatt, um die Arbeitssicherheit zu gewährleisten. Diesel- oder Akkulokomotiven rangieren hierbei die Züge innerhalb der Werkstattanlagen und des Geländes, für das Aus- oder Einrücken von Fahrzeugen stehen, abhängig vom Abstellgleis, eine mobile Stromschiene oder eine flexible Stromleitung zur Verfügung. Die Abstellhalle umfasst eine Fläche von 13.000 m², die Gleisanlagen rund 88.000 m².
2009 wurde ein weiterer Betriebshof namens Jacques Brel eröffnet, der für die Linien 2 und 6 zuständig ist und insgesamt eine Fläche von 15.000 m² (davon die Wagenhalle 9.100 m² und die Werkstatt 5.200 m²) besitzt.

## Nicht genutzte Infrastruktur
Auf Grund der wechselnden Planungen und Finanzierungsproblemen wurden einige Bauwerke der Metro Brüssel nie in Betrieb genommen; alle hier aufgelisteten Objekte wurden im Auftrag der STIB/MIVB gebaut. Diese Anlagen werden im belgischen Volksmund als „Grands Travaux Inutiles“ (große unnütze Bauwerke) bezeichnet.
Der Bahnhof Sainctelette (Linie 2 und 6), komplett fertig gestellt im Jahr 1988, ging nie in Betrieb, da er sich zu nahe an den U-Bahnhöfen Ribaucourt und Yser/IJzer befindet.

Der Bahnhof Simonis (Linien 2 und 6) verfügt über eine dreigeschossige Tiefgarage von über 780 Meter Länge unter dem Elisabethpark. Ursprünglich sollte die Tiefgarage über einen Tunnel von Simonis aus zu erreichen sein, doch aus Kostengründen wurde die Anlage nicht fertiggestellt. Es fehlen die Ein- und Ausfahrt, erreichbar ist der Rohbau über einen Notausgang im Park und eine Verbindungstür in Bahnhof Simonis.

Unter dem Bahnhof Porte de Namur / Naamsepoort (auf Linie 2 und 6) befindet sich der Rohbau eines großen ABC-Schutzbunkers für Zivilisten.
In folgenden Bahnhöfen befinden sich zusätzliche Bahnsteige im Rohbau (also ohne Gleise oder sonstiger Ausstattung) für nie umgesetzte U-Bahn-Planungen: Parc/Park, Louise/Louiza, Botanique/Kruidtuin, Osseghem/Ossegem (siehe oben), sowie Anneessens und Saint-Guidon/Sint-Guido.

### Brüsseler Rohrpost
Ende der 1960er Jahre wurden entlang der Tunnel einiger Strecken spezielle Rohre mit 50 cm Durchmesser verbaut. Diese verbinden die Postsortierzentren „Brüssel X“, „Brüssel 1“, „Brüssel 4“ und „Office des Cheques Postaux“. Auf Druck der Postgewerkschaften, die den Abbau von Arbeitsplätzen befürchteten, wurde die Rohrpostanlage nie in Betrieb genommen.

### Schießstand der Brüsseler Polizei
Im Rahmen der Streckenarbeiten in der Nähe des Bahnhofs Rogier wurde im Auftrag der Stadt Brüssel durch STIB/MIVB ein unterirdischer Schießstand gebaut. Wegen steigender Kosten des Bauvorhabens verweigerte die Stadt Brüssel die weitere Finanzierung; somit blieb es ein Rohbau.